# بوریس مالنکو
بوریس مالنکو (روسی: Бори́с Маленко́، آوانگاری pron؛ IPA: [bɐˈrʲis mɐlˈɛnko]; ۲۸ ژوئن ۱۹۳۳ – ۱ سپتامبر ۱۹۹۴) کشتی‌گیر، کشتی‌گیر کشتی حرفه‌ای، و هنرپیشه اهل ایالات متحده آمریکا بود.
وی همچنین برندهٔ جوایزی همچون تالار شهرت دبلیو دبلیو ای شده‌است.